# Músculos extrínsecos del globo ocular
Los músculos extrínsecos del globo ocular son, como su nombre indica, músculos relacionados con el globo ocular y que se encuentran por fuera de su propia estructura.
Conforman una musculatura voluntaria formada por seis músculos, cuatro rectos y dos oblicuos, que se encuentran en el interior de la órbita y se encargan en conjunto de mover el globo ocular y dirigir la mirada. Los músculos son: recto superior, recto inferior, recto medial o interno, recto lateral o externo, oblicuo superior o mayor y oblicuo inferior o menor.
Los músculos rectos se originan en un anillo tendinoso conocido como anillo tendinoso común o anillo de Zinn.
La acción combinada y controlada con precisión de estos músculos permite el movimiento vertical, lateral y de rotación del globo ocular. Las acciones de los músculos de los dos ojos normalmente están coordinadas de modo que el movimiento de ambos globos oculares coincide, lo cual se conoce como mirada conjugada. Los globos oculares deben tener un movimiento sinérgico, es decir coordinado, para formar una única imagen en el cerebro.

## Clasificación en la Terminología Anatómica
La Terminología Anatómica describe la siguiente clasificación:
A15.2.07.010 Músculo recto superior del globo ocular (musculus rectus superior bulbi)
A15.2.07.011 Músculo recto inferior del globo ocular (musculus rectus inferior bulbi)
A15.2.07.012 Músculo recto medial del globo ocular (musculus rectus medialis bulbi)
A15.2.07.013 Músculo recto lateral del globo ocular (musculus rectus lateralis bulbi)
- A15.2.07.014 Expansión del músculo recto lateral del globo ocular (lacertus musculi recti lateralis bulbi)

A15.2.07.015 Anillo tendinoso común (anulus tendineus communis)
A15.2.07.016 Músculo oblicuo superior del globo ocular (musculus obliquus superior bulbi)
- A15.2.07.017 Tróclea del músculo oblicuo superior del globo ocular (trochlea musculi obliqui superioris bulbi)
- A15.2.07.018 Vaina tendinosa del músculo oblicuo superior del globo ocular (vagina tendinis musculi obliqui superioris bulbi)

A15.2.07.019 Músculo oblicuo inferior del globo ocular (musculus obliquus inferior bulbi)

## Movimientos

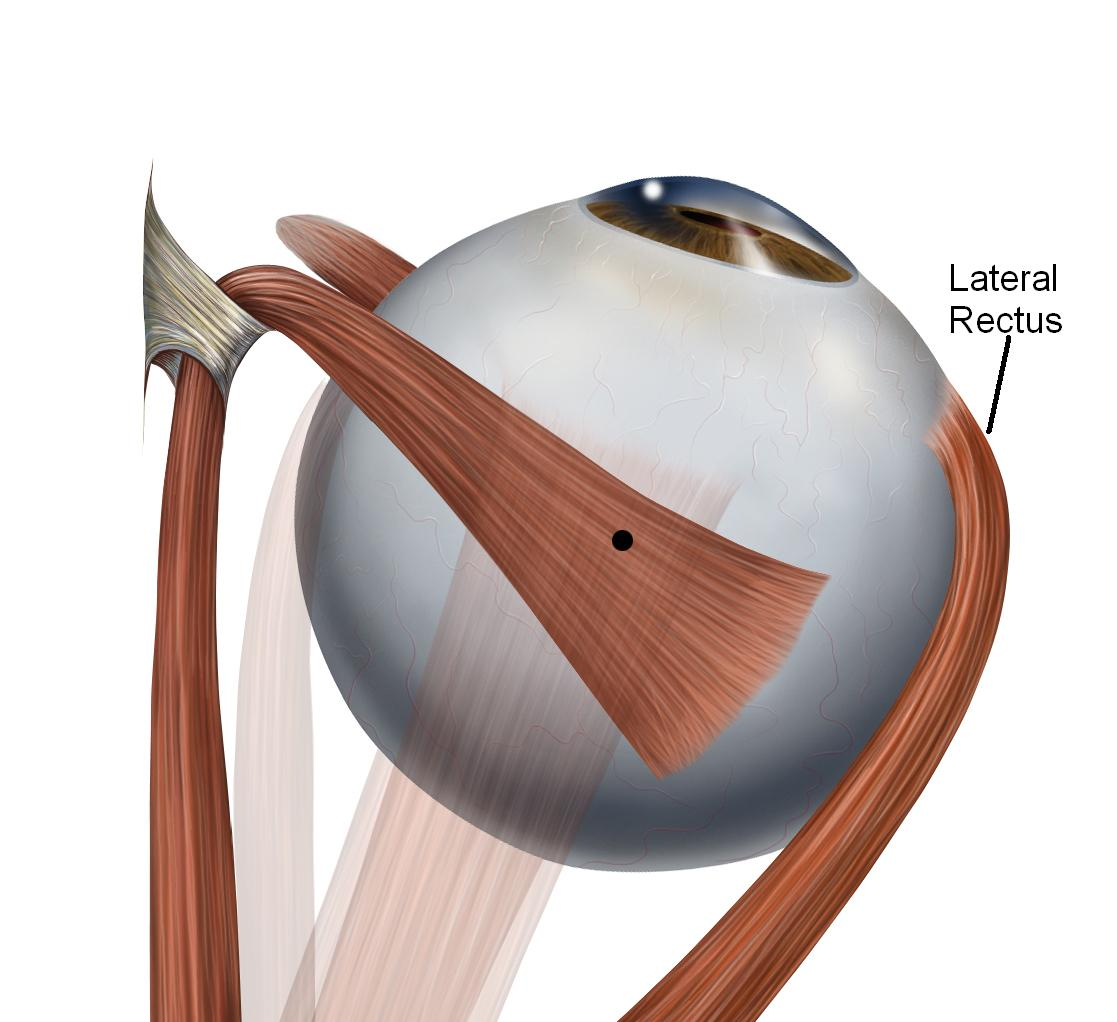
Músculo recto lateral

Cuando se contrae el recto interno, el ojo se mueve horizontalmente hacia dentro, si lo hace el recto externo el movimiento es hacia fuera. Ambos músculos son antagonistas, es decir uno se contrae mientras el otro se relaja.
En cambio si se contrae el recto superior, la mirada se dirige verticalmente hacia arriba y si lo hace el recto inferior hacia abajo. Estos dos músculos son también antagonistas.
El oblicuo superior produce un movimiento de giro del ojo hacia dentro y abajo, mientras que el oblicuo inferior lo realiza hacia arriba y adentro.
Los movimientos complejos, por ejemplo seguir el trayecto de una pelota de tenis con la mirada, se logran gracias a la contracción coordinada de varios músculos.
Cuando un objeto se aproxima por delante en línea recta hacia el observador, los ojos realizan un movimiento llamado  de convergencia para seguir el objeto, y ambos globos oculares se dirigen hacia la nariz. En caso contrario, si el objeto se aleja del observador, el movimiento es de divergencia, y los dos ojos se mueven hacia fuera en sentidos opuestos. 
Circunvalación Ocular concéntrica, es un síndrome por el cual el iris da vueltas alrededor de la pupila.
El cerebro es el órgano encargado de la coordinación automática de los movimientos oculares. Uno de los movimientos más importantes para la vista, son los movimientos sacádicos del ojo. Estos movimientos suceden varias veces por segundo, y ayudan a hacer un mapa más detallado con la ayuda de la fóvea del ojo.

## Inervación
Tres nervios diferentes son los que controlan el movimiento de estos músculos:
- Nervio oculomotor o III par craneal, que inerva el recto superior, recto inferior, recto medial y oblicuo inferior.
- Nervio troclear o IV par craneal, que inerva el oblicuo superior.
- Nervio abducens o VI par craneal, que inerva el recto lateral.